# Casa di Cerere
Die Casa di Cerere (Haus der Ceres) ist ein Wohnhaus in Pompeji (I 9, 13), das 1951 und 1953 ausgegraben und nach der Grabung modern überdacht wurde. Der moderne Name des Hauses bezieht sich auf eine hier gefundene Terrakottastatue der Göttin Ceres. Nach Restaurierungsarbeiten ist das Haus seit 2022 wieder öffentlich zugänglich.

## Beschreibung
Das Haus wurde im 2. oder 1. Jahrhundert v. Chr. erbaut und hat einen klassischen Grundriss. Es wurde über die Fauces betreten. Die eigentliche Tür ist als Gipsabguss erhalten, weshalb das Haus heute über einen Nebeneingang betreten wird. Eisenteile der Türabriegelung sind ebenfalls noch erhalten. Im Haus sind in verschiedenen Räumen Gipsabgüsse von Möbeln erhalten. Hinter den Fauces folgen das Atrium mit diversen darum angeordneten Räumen, das Tablinum und dann das Peristyl. Ein Großteil der Wanddekorationen gehört dem 2. Stil an und ist heute noch weitestgehend erhalten. Im Garten befand sich eine Landschaftsmalerei, die diverse Villen darstellt. Das Fresko ist aus konservatorischen Gründen von der Wand genommen worden. Verschiedene Räume sind mit einfachen schwarzweißen Bodenmosaiken ausgestattet. Im Haus fanden sich vier marmorne Statuetten, die auf Delfinen reitende Eroten zeigen.